# Casa-fàbrica Solà-Viñas
La casa-fàbrica Solà-Viñas és una finca situada als carrers del Rec Comtal, 12 i d'en Cortines, 19 de Barcelona. Com que no està catalogada, li correspon la categoria D (bé d'interès documental), atorgada per defecte a tots els edificis del districte de Ciutat Vella.

## Història i descripció
El 1681, el paraire d'Alella Francesc Lleonart, establert a la ciutat durant la segona meitat de segle, va adquirir en emfiteusi al doctor en medicina Josep Dulach i Jaumar la casa i tint que havia estat dels germans Pere Joan i Antoni Dulach, i tot seguit, va demanar permís per a fer-hi obres. La propietat va ser malmesa durant el setge de 1697, ja que quedà fora de la segona línia de defensa de la ciutat, establerta mitjançant una cortadura o enderrocament de cases.
El 1716, el seu fill Francesc Lleonart i Ferrer, corredor d'orella, va establir en emfiteusi la part que donava al carrer d'en Cortines (antigament de la Tria Juïga) a l'hortolà del Portal Nou Pere Peris, i el 1758, el fill d'aquest del mateix nom va establir una part del pati que quedava sense edificar (actual núm. 21) al carreter de mar Miquel Calvet. El 1735, Francesc Lleonart fill establí la resta de la propietat al tintorer de draps Lluís Cantarell. El 1745, ell i el seu fill Jacint la vengueren a l'apotecari Carles Senant per 650 lliures, que l'any següent la revengué pel mateix preu al comerciant Bernat Glòria. Tot seguit, aquest en va fer agnició de bona fe al tintorer Josep Solà i Girbau-Vidal, que hi encarregaria diverses obres al mestre de cases Francesc Pardines i al fuster Josep Bonet. El 1787, Josep Solà establí en emfiteusi a Maria Anna Miró una part de la finca (Rec Comtal, 10).
La finca fou heretada successivament pel seu fill Maurici Solà i Ribas i el seu net Felip Solà i Busquets, que el 1820 va permutar als mitgers Joan Font i Cabrera i Francesc Font i Sitjà, pare i fill, l'actual núm. 19 del carrer d'en Cortines, on hi havia una «quadra» de telers, per una casa a la plaça de Sant Pere i 1.500 lliures de plusvàlua, i el 1829, va demanar permís per a reconstruir-la amb planta baixa i quatre pisos, segons el projecte del mestre de cases Joan Valls i Balansó. A la seva mort el 1851, la propietat passà al seu fill Josep de Solà i Guardans, que morí el 1857 i fou succeït pel seu fill Felip de Solà i Hugas. El 1883 va fer l'inventari de l'herència del seu pare, a partir del qual les finques foren inscrites al Registre de la Propietat. En aquesta època, la segona meitat del segle xix, hi havia la tintoreria d'Agustí Viñas.
La finca va ser rehabilitada entre 2015 i 2016 per l'arquitecte Juli Pérez-Català, i durant les obres s'hi va efectuar una intervenció arqueològica, que hi va trobar un dipòsit quadrangular de 3,30 m de llarg per 1,77 m d'ample, fet a base de maons plans disposats a trencajunt i cobert amb volta de maons a plec de llibre. També hi havia diversos espais destinats com a carboneres i fumerals, així com canalitzacions per abastir el tint, i un dipòsit quadrangular més petit situat a uns quants metres.

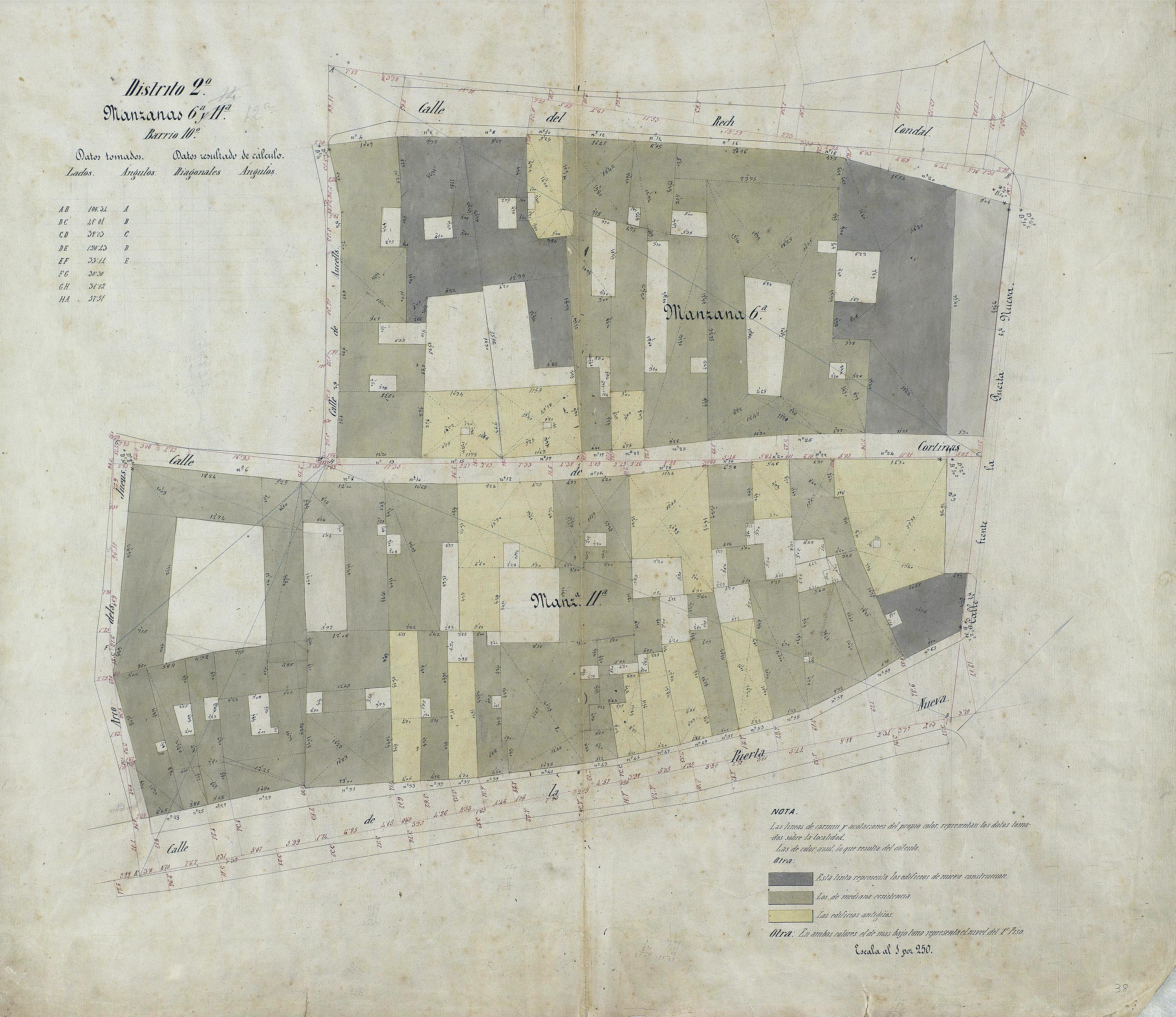
Quarteró núm. 38 de Garriga i Roca (c. 1860)